# Chactas rubrolineatus
Espèce
Chactas rubrolineatus est une espèce de scorpions de la famille des Chactidae.

## Distribution
Cette espèce est endémique d'Amazonas au Brésil. Elle se rencontre vers Santo Antônio do Içá.

## Description
La femelle décrite par Lourenço et Leguin en 2014  mesure 41,8 mm.

## Publication originale
- Simon, 1880 : Études arachnologiques 12e Mémoire (1). XVIII. Descriptions de genres et espèces de l’ordre des Scorpiones. Annales de la Société entomologique de France, sér. 5, vol. 10, p. 377-398 (texte original).